# منة الشريف
ممثلة مصرية شابة بدأت حياتها كمذيعة في قناة دبي الفضائية في برنامج يحمل اسم رجال وأعمال، وشاركت في أعمال فنية منها مسلسل سيت كوم شارك في بطولة فيلم "عزبة أبو حشيش فيلم ترامادول وفيلم زان شاركت مسلسل سلاسل الدم غيرها

## أعمالها

### مسلسلات[4]
- سكن البنات:2020
- سلسال الدم ج4 :2017
- بس مباشر:2016
- سلسال الدم ج2 :[5] 2015
- ولي العهد:2015
- الشك:2013
- سلسال الدم ج1:2013
- كان ياما كان:2013
- البحر والعطشانة:2012
- ربيع الغضب: 2012

مسلسل الخ الكبير 2021
مسلسل ضربه معلم

### افلام
- سيد كتاوت:2015
- عزبة أبو حشيش 2015
- زان: 2014
- زمن أبو الدهب:2014

### سيت كوم
- عروسة ياهووو:2012

## الراجع
1. ↑  Data (ABCD)، Arabs Big Centric. "منة الشريف | كاروهات". karohat.com. مؤرشف من الأصل في 2022-01-27. اطلع عليه بتاريخ 2022-03-05.
2. ↑  "منة الشريف تقدم «متزعليش يا عسل» في رمضان". www.annaharkw.com. مؤرشف من الأصل في 2022-03-05. اطلع عليه بتاريخ 2022-03-05.
3. ↑  "منة الشريف". هلا سيما. مؤرشف من الأصل في 2022-03-05. اطلع عليه بتاريخ 2022-03-05.
4. ↑  منه الشريف برنامج فلاش، مؤرشف من الأصل في 2022-03-05، اطلع عليه بتاريخ 2022-03-05
5. ↑  "منة الشريف تنتقم في "سلسال الدم"". إرم نيوز. 16 ديسمبر 2014. مؤرشف من الأصل في 2022-03-05. اطلع عليه بتاريخ 2022-03-05.

## وصلات خارجية
- منة الشريف على موقع قاعدة بيانات الأفلام العربية